# Hypenodes nigritalis
Hypenodes anatolica là một loài bướm đêm trong họ Erebidae.